# Schreierstoren

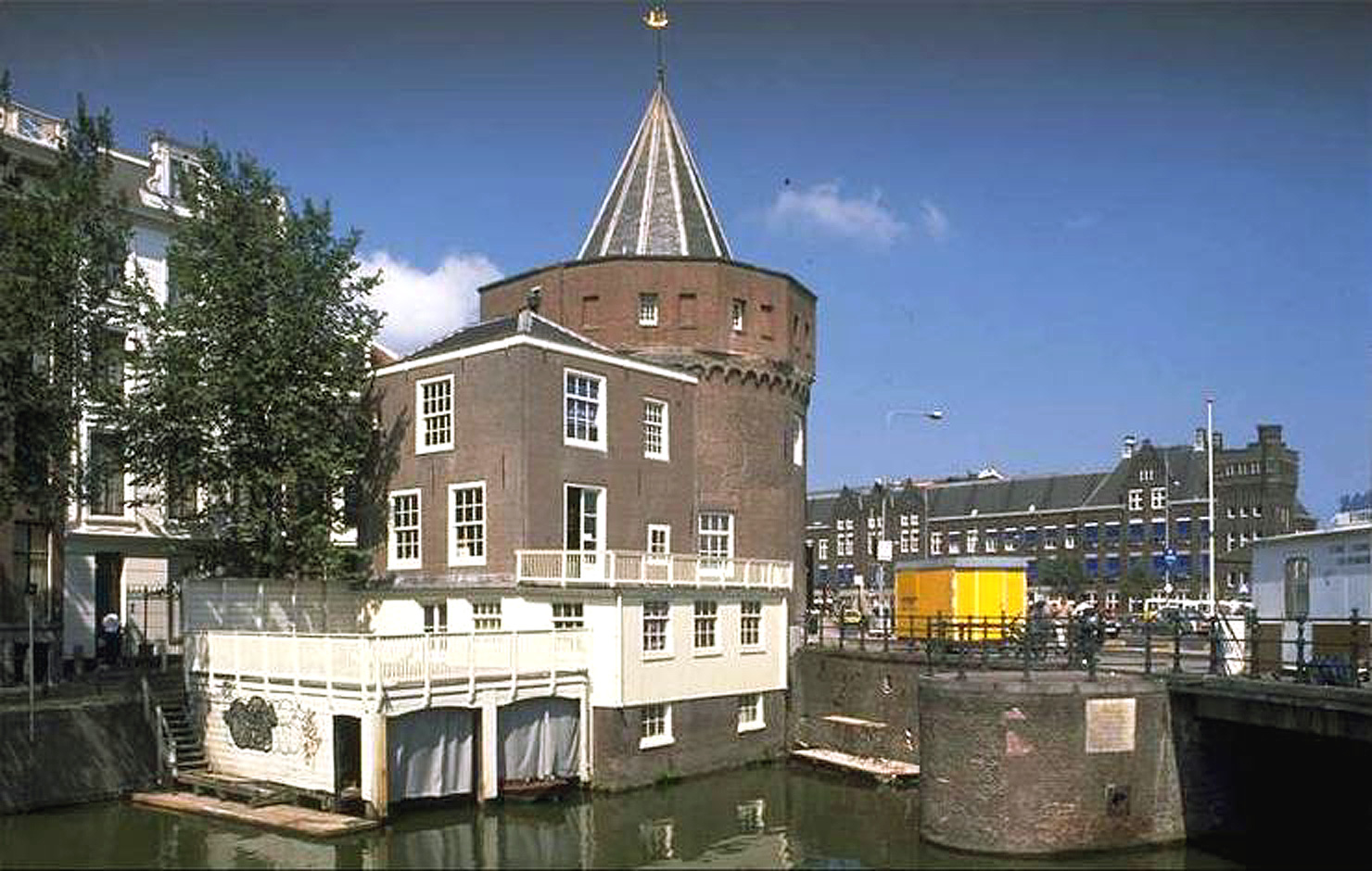
La Schreierstoren

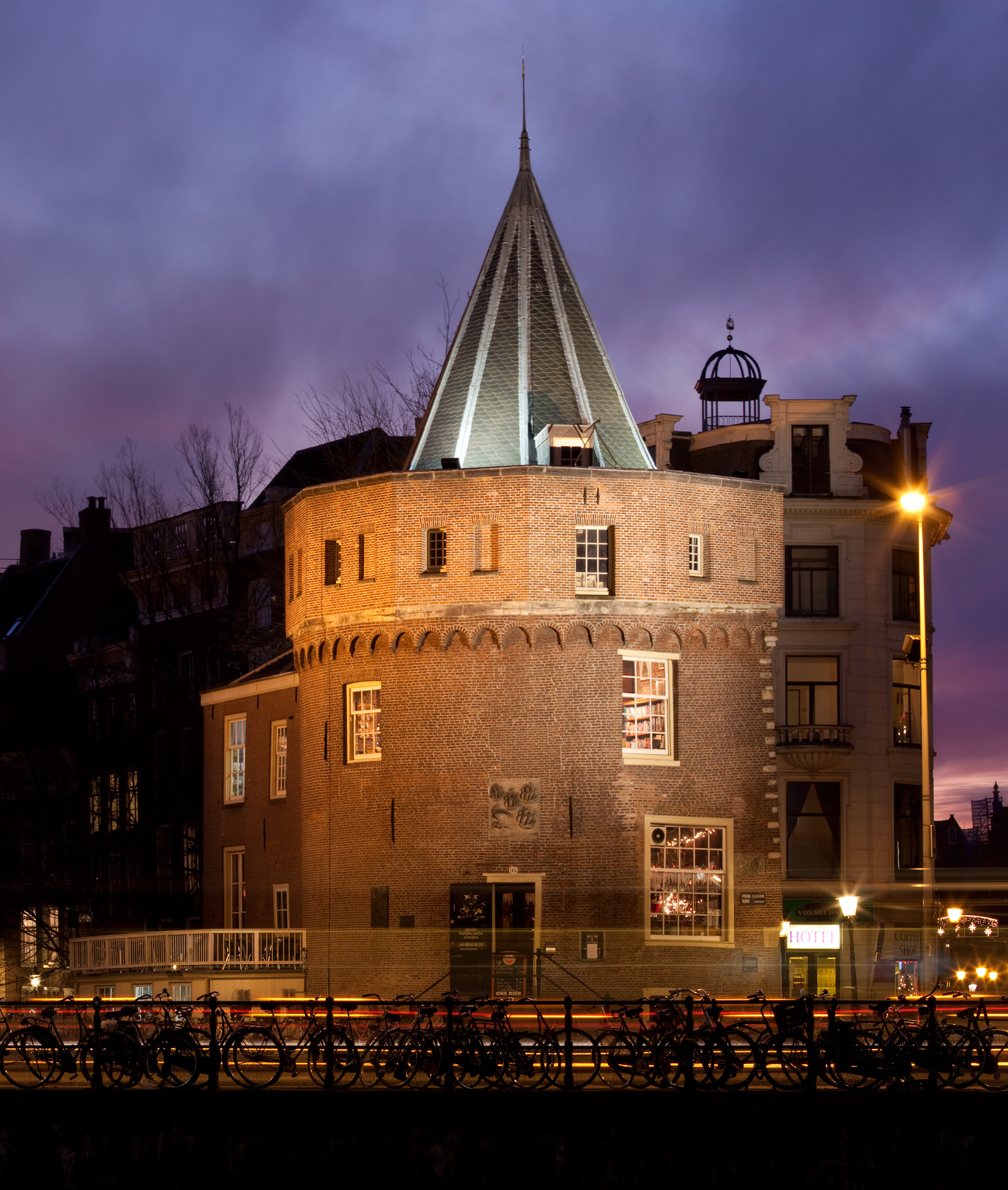
Immagine in notturna della Schreierstoren

La Schreierstoren (pron.: /'sxrǝrjɐ:rsto:re(ŋ)/) è un'antica torre del centro storico di Amsterdam, costruita intorno al 1480 come parte delle fortificazioni cittadine.
Si tratta di uno degli edifici più antichi della capitale dei Paesi Bassi: rappresenta infatti, insieme alla Waag, tutto ciò che rimane delle mura medievali della città (in gran parte demolite nel corso dell'espansione dei confini cittadini avvenuta nel XVII secolo).
La torre fu utilizzata in seguito come luogo per delle riunioni (fino al 1835) e come ufficio della capitaneria di porto.

## Ubicazione
La Schreierstoren si trova nella Oude Zijde ("Zona Vecchia"), ai numeri 94-95 della Prins Hendrikkade, all'angolo con la Geldersekade, di fianco alla Chiesa di San Nicola (Sint-Niklaaskerk) e nei pressi della Stazione Centrale (Centraal Station) e della Scheepvaarthuis e non lontano dalla Oude Kerk, dal Nieuwmarkt (la piazza con la Waag), dal quartiere a luci rosse De Wallen e dalla Montelbaanstoren.

## Etimologia
Il nome dell'edificio viene solitamente inteso nel senso letterale di "Torre delle Piangenti" (o anche: "Torre delle Lacrime"), ovvero la prima parte del nome Schreierstoren sarebbe da ricondurre al verbo olandese schreien, che significa "piangere": tale ipotesi viene messa in relazione con le donne che proprio in questo luogo vedevano partire i propri mariti per lunghi viaggi marittimi, salutandoli tra le lacrime.

A suffragare tale teoria vi sarebbe una targa in pietra della Schreierstoren, datata 1569, che ritrae una donna mentre sta piangendo.
La stessa targa rimanda tuttavia anche a quella che è probabilmente l'ipotesi più attendibile. La targa riporta infatti il termine schrayhouck, che significa "angolo accentuato" e farebbe riferimento alla posizione della torre, situata in una curva particolarmente accentuata (90° circa).

## Caratteristiche
La Schreierstoren ha una forma semicircolare ed è costruita in mattoni.
Una facciata della torre (quella circolare) è rivolta verso la città, l'altra (quella piana) verso il fiume IJ. L'ingresso della torre si trova nella Prins Hendrikkade.
Gli interni ospitano il VOC Cafè, arredato in stile marinaresco. Dietro al VOC Cafè, trova posto la Heerenkamer, una stanza con vista sul Nieuwmarkt e la celebre Waag.
All'esterno, è apposta una targa in bronzo del 1926 che ricorda l'impresa di Henry Hudson (1570-1611), un esploratore britannico al servizio dei Paesi Bassi, che nel 1609 salpò proprio da qui alla volta delle Indie Orientali alla ricerca delle spezie, sbarcando invece in Nord America, dove fondò "New Amsterdam", la futura New York (come ricordano anche i toponimi in Nordamerica Hudson River e Hudson Bay).
|  |  |

|  |  |